# Kalven (Lycksele socken, Lappland, 716048-162666)
Kalven är en sjö i Lycksele kommun i Lappland och ingår i Öreälvens huvudavrinningsområde. Kalven ligger i Öreälven Natura 2000-område.